# 87271 Kokubunji
87271 Kokubunji è un asteroide della fascia principale. Scoperto nel 2000, presenta un'orbita caratterizzata da un semiasse maggiore pari a 2,5744940 UA e da un'eccentricità di 0,1289510, inclinata di 5,67644° rispetto all'eclittica.